# Monotes lutambensis
Espèce
Statut de conservation UICN

 EN (needs updating) B1+2c, C2b : En danger
 Monotes lutambensis est une espèce de plantes à fleurs de la famille des Diptérocarpacées. C'est un arbre sempervirent endémique de Tanzanie.

## Répartition
Endémique à la forêt de Litipo près du lac Lutamba en Tanzanie, Cette forêt ne dépasse pas 10 km2.

## Préservation
L'espèce est menacée par la déforestation.